# Сузуки Суифт
„Сузуки Суифт“ (Suzuki Swift) е малък градски автомобил от гамата на марката Сузуки. Това е може би най-разпространеният автомобил на Сузуки, заедно с Витара. Произвежда се в Япония и Унгария. Предлага се в няколко модификации (2/4 врати, хечбек/седан) с различни двигатели (1.0, 1.3 и 1.6 l) и ниво на оборудване. Има и една спортна версия наречена Swift GTI (за Европа и Австралия), GT (за Америка) и Cultus (за японския пазар), като при нея мощността е леко повишена.
Двигателите варират от 54 конски сили до 125 при най-новия спортен Суифт, има и модели със задвижване 4х4.
Suzuki Swift се появява за първи път през 1985 под името SA-310, но през 1986 е прекръстен на Swift. Двигателят е 993cc,
37 kW / 50кс, набира от 0 до 100 km/h за 17.9 секунди и е с максимална скорост от 141 km/h. Моторът G10 тежи само 63 kg.
Имената под които се е продавал Suzuki Swift са Suzuki Cultus, Chevrolet Sprint, Geo Metro, Pontiac Firefly, Maruti 1000 и Suzuki Forsa.
Сузуки Суифт (Suzuki Swift) е най-разпространеният автомобил на Сузуки. Произвежда се в Япония и Унгария. Предлага се в
няколко модификации (2/4 врати, хечбек/седан) с различни двигатели (1.0, 1.3 и 1.6 l) и ниво на оборудване. Има и една
спортна версия наречена Swift GTI (за Европа и Австралия), GT (за Америка) и Cultus (за японския пазар), като при нея мощността е леко повишена.
MK3 серията заменя МК2 с лек лифтинг на броните, задните светлини и обновен салон. В Европа MK3 е познат като MK2-Type2 и се е произвеждал от Magyar Suzuki до 2003 г. В Esztergom, Унгария първата кола е произведена през септември 1992 г. От 1996 г. модифицираната версия се нарича MK3-Type1 и от 2000 г. MK3-Type2. Последните промени са направени през 2002 г. и са под името MK3-Type3, но са само за унгарския пазар. Последната кола от тази серия е произведена през март 2003 г.
Обновеният Mk4 е представен през 2004 г. Произвежда се в Унгария, Индия, Япония и Китай. Предлага се в няколко модификации 3/4/5 врати, 1.3 и 1.5 литрови двигатели и опционално 4WD задвижване. Изключително добре приет в Европа с продажби надхвърлящи два пъти прогнозите.
През 2008 г. Suzuki пуска леко модифициран Swift с нови брони, вградени мигачи в огледалата за задно виждане, нова маска и задни светлини.